# Mješinka
Mješinka (lat. Utricularia), rod vodenih listopadnih ili vazdazelenih trajnica iz porodice Tusticovke (Lentibulariaceae). Postoji preko 254 vrsta koje rastu po svim kontinentima.
U Hrvatskoj su poznate tri vrste, južnjačka mješinka (U. australis), mala mješinka  (U. minor) i obična mješinka (U. vulgaris).
Vernakularni nazivi ovog roda su bladderwort, wasserschlauch i puzirčatka. 

## Opis
Mješinke (Utricularia) spadaju u najčudnije i vjerojatno najrazvijenije biljke na svijetu. Ništa o njima nije poznato niti ih čini sličnim drugim cvjetnicama osim njihovih cvjetova i sposobnosti fotosinteze. Mješinke čine najveći rod biljaka mesožderki i najrasprostranjeniji su. Prema posljednjim prebrojavanjem, postoji preko 200 vrsta!
Zamka mjehura je ono što Utriculariu čini čudom prirode. Po podzemnim ili vodenim stabljikama i listovima biljke razasute su stotine do tisuće sićušnih zamki nalik na mjehur. Neke vrste rastu u tlu, dok druge plutaju u malim jezercima, jarcima i kanalima.

## Vrste
1. Utricularia adamsii R. W. Jobson & Davies-Colley
2. Utricularia adpressa Salzm. ex A. St.-Hil. & Girard
3. Utricularia albertiana R. W. Jobson & Baleeiro
4. Utricularia albiflora R. Br.
5. Utricularia albocoerulea Dalzell
6. Utricularia alpina Jacq.
7. Utricularia ameliae R. W. Jobson
8. Utricularia amethystina Salzm. ex A. St.-Hil. & Girard
9. Utricularia amotape-huancabambensis T. Henning, E. Rodr. & J. P. Allen
10. Utricularia andongensis Welw. ex Hiern
11. Utricularia antennifera P. Taylor
12. Utricularia appendiculata E. A. Bruce
13. Utricularia arcuata Wight
14. Utricularia arenaria A. DC.
15. Utricularia ariramba Gonella, Baleeiro & Andrino
16. Utricularia arnhemica P. Taylor
17. Utricularia asplundii P. Taylor
18. Utricularia aurea Lour.
19. Utricularia aureomaculata Steyerm.
20. Utricularia babui S. R. Yadav, Sardesai & S. P. Gaikwad
21. Utricularia baliboongarnang Baleeiro & R.W.Jobson
22. Utricularia barkeri R. W. Jobson
23. Utricularia beaugleholei Gassin
24. Utricularia benjaminiana Oliv.
25. Utricularia benthamii P. Taylor
26. Utricularia biceps Gonella & Baleeiro
27. Utricularia bidentata R. W. Jobson & Baleeiro
28. Utricularia bifida L.
29. Utricularia biloba R. Br.
30. Utricularia biovularioides (Kuhlm.) P. Taylor
31. Utricularia bisquamata Schrank
32. Utricularia blackmanii R. W. Jobson
33. Utricularia blanchetii A. DC.
34. Utricularia bosminifera Ostenf.
35. Utricularia brachiata (Wight) Oliv.
36. Utricularia bracteata R. D. Good
37. Utricularia bremii Heer
38. Utricularia breviscapa Wright ex Griseb.
39. Utricularia buntingiana P. Taylor
40. Utricularia byrneana R. W. Jobson & Baleeiro
41. Utricularia caerulea L.
42. Utricularia calycifida Benj.
43. Utricularia campbelliana Oliv.
44. Utricularia capillacea Willd.
45. Utricularia capilliflora F. Muell.
46. Utricularia cecilii P. Taylor
47. Utricularia cheiranthos P. Taylor
48. Utricularia chiribiquetensis A. Fernández
49. Utricularia choristotheca P. Taylor
50. Utricularia christopheri P. Taylor
51. Utricularia chrysantha R. Br.
52. Utricularia circumvoluta P. Taylor
53. Utricularia corneliana R. W. Jobson
54. Utricularia cornuta Michx.
55. Utricularia corynephora P. Taylor
56. Utricularia costata P. Taylor
57. Utricularia cucullata A. St.-Hil. & Girard
58. Utricularia cymbantha Welw. ex Oliv.
59. Utricularia delicatula Cheeseman
60. Utricularia delphinioides Thorel ex Pellegr.
61. Utricularia determannii P. Taylor
62. Utricularia dichotoma Labill.
63. Utricularia dimorphantha Makino
64. Utricularia dunlopii P. Taylor
65. Utricularia dunstaniae Lloyd
66. Utricularia endresii Rchb. fil.
67. Utricularia erectiflora A. St.-Hil. & Girard
68. Utricularia fenshamii R. W. Jobson
69. Utricularia firmula Welw. ex Oliv.
70. Utricularia fistulosa P. Taylor
71. Utricularia flaccida A. DC.
72. Utricularia floridana Nash
73. Utricularia foliosa L.
74. Utricularia forrestii P. Taylor
75. Utricularia foveolata Edgew.
76. Utricularia fulva F. Muell.
77. Utricularia furcellata Oliv.
78. Utricularia gaagudju R. W. Jobson & Cherry
79. Utricularia garrettii P. Taylor
80. Utricularia geminiloba Benj.
81. Utricularia geminiscapa Benj.
82. Utricularia geoffrayi Pellegr.
83. Utricularia georgei P. Taylor
84. Utricularia gibba L.
85. Utricularia graminifolia Vahl
86. Utricularia grampiana R. W. Jobson
87. Utricularia guyanensis A. DC.
88. Utricularia hamata R. W. Jobson & M. D. Barrett
89. Utricularia hamiltonii Lloyd
90. Utricularia helix P. Taylor
91. Utricularia heterochroma Steyerm.
92. Utricularia heterosepala Benj.
93. Utricularia hintonii P. Taylor
94. Utricularia hirta Klein ex Link
95. Utricularia hispida Lam.
96. Utricularia holtzei F. Muell.
97. Utricularia humboldtii M. R. Schomb.
98. Utricularia huntii P. Taylor
99. Utricularia hydrocarpa Vahl
100. Utricularia inaequalis A. DC.
101. Utricularia incisa (A. Rich.) Alain
102. Utricularia inflata Walter
103. Utricularia inflexa Forssk.
104. Utricularia intermedia Hayne
105. Utricularia inthanonensis Suksathan & J. Parn.
106. Utricularia involvens Ridl.
107. Utricularia jamesoniana Oliv.
108. Utricularia jaramacaru Gonella, Baleeiro & Andrino
109. Utricularia jobsonii Lowrie
110. Utricularia julianae Delprete
111. Utricularia juncea Vahl
112. Utricularia kamarudeenii V. S. A. Kumar & Sindu Arya
113. Utricularia kamienskii F. Muell.
114. Utricularia kenneallyi P. Taylor
115. Utricularia kimberleyensis C. A. Gardner
116. Utricularia kumaonensis Oliv.
117. Utricularia laciniata Mart. ex Benj.
118. Utricularia lasiocaulis F. Muell.
119. Utricularia lateriflora R. Br.
120. Utricularia laxa A. St.-Hil. & Girard
121. Utricularia lazulina P. Taylor
122. Utricularia leptoplectra F. Muell.
123. Utricularia leptorhyncha Schwarz
124. Utricularia letestui P. Taylor
125. Utricularia lihengiae C. L. Long & Z. Cheng
126. Utricularia limmenensis R. W. Jobson
127. Utricularia limosa R. Br.
128. Utricularia livida E. Mey.
129. Utricularia lloydii Merl
130. Utricularia longeciliata A. DC.
131. Utricularia longifolia Gardner
132. Utricularia lowriei R. W. Jobson
133. Utricularia macrocheilos (P. Taylor) P. Taylor
134. Utricularia macrorhiza Leconte
135. Utricularia magna R. W. Jobson & M. D. Barrett
136. Utricularia mangshanensis G. W. Hu
137. Utricularia mannii Oliv.
138. Utricularia menziesii R. Br.
139. Utricularia meyeri Pilg.
140. Utricularia microcalyx (P. Taylor) P. Taylor
141. Utricularia micropetala Sm.
142. Utricularia minor L.
143. Utricularia minutissima Vahl
144. Utricularia mirabilis P. Taylor
145. Utricularia moniliformis P. Taylor
146. Utricularia muelleri Kamienski
147. Utricularia multicaulis Oliv.
148. Utricularia multifida R. Br.
149. Utricularia multispinosa (Miki) Miki
150. Utricularia myriocista A. St.-Hil. & Girard
151. Utricularia nana A. St.-Hil. & Girard
152. Utricularia naviculata P. Taylor
153. Utricularia nelumbifolia Gardner
154. Utricularia neottioides A. St.-Hil. & Girard
155. Utricularia nephrophylla Benj.
156. Utricularia nervosa G. Weber ex Benj.
157. Utricularia nigrescens Sylvén
158. Utricularia odontosepala Stapf
159. Utricularia odorata Pellegr.
160. Utricularia olivacea Wright ex Griseb.
161. Utricularia oliveriana Steyerm.
162. Utricularia panamensis Steyerm. ex P. Taylor
163. Utricularia papilliscapa R. W. Jobson & M. D. Barrett
164. Utricularia parthenopipes P. Taylor
165. Utricularia paulineae Lowrie
166. Utricularia pentadactyla P. Taylor
167. Utricularia peranomala P. Taylor
168. Utricularia perversa P. Taylor
169. Utricularia petersoniae P. Taylor
170. Utricularia petertaylorii Lowrie
171. Utricularia phusoidaoensis Suksathan & J. Parn.
172. Utricularia physoceras P. Taylor
173. Utricularia pierrei Pellegr.
174. Utricularia platensis Speg.
175. Utricularia pobeguinii Pellegr.
176. Utricularia poconensis Fromm
177. Utricularia podadena P. Taylor
178. Utricularia polygaloides Edgew.
179. Utricularia praelonga A. St.-Hil. & Girard
180. Utricularia praeterita P. Taylor
181. Utricularia praetermissa P. Taylor
182. Utricularia prehensilis E. Mey.
183. Utricularia pubescens Sm.
184. Utricularia pulchra P. Taylor
185. Utricularia punctata Wall.
186. Utricularia purpurea Walter
187. Utricularia purpureocaerulea A. St.-Hil. & Girard
188. Utricularia pusilla Vahl
189. Utricularia quelchii N. E. Br.
190. Utricularia quinquedentata F. Muell. ex P. Taylor
191. Utricularia radiata Small
192. Utricularia ramosissima H. Wakab.
193. Utricularia raynalii P. Taylor
194. Utricularia recta P. Taylor
195. Utricularia reflexa Oliv.
196. Utricularia regia Zamudio & Olvera
197. Utricularia reniformis A. St.-Hil.
198. Utricularia resupinata B. D. Greene ex Hitchc.
199. Utricularia reticulata Sm.
200. Utricularia rhododactylos P. Taylor
201. Utricularia rigida Benj.
202. Utricularia rosettifolia Alfasane & Hassan
203. Utricularia rostrata A. Fleischm. & Rivadavia
204. Utricularia sainthomia P. Biju, Josekutty, Janarth. & Augustine
205. Utricularia salwinensis Hand.-Mazz.
206. Utricularia sandersonii Oliv.
207. Utricularia sandwithii P. Taylor
208. Utricularia schultesii A. Fernández
209. Utricularia simmonsii Lowrie, Cowie & Conran
210. Utricularia simplex R. Br.
211. Utricularia simulans Pilg.
212. Utricularia singeriana F. Muell.
213. Utricularia smithiana Wight
214. Utricularia spinomarginata Suksathan & J. Parn.
215. Utricularia spiralis Sm.
216. Utricularia spruceana Benth. ex Oliv.
217. Utricularia stanfieldii P. Taylor
218. Utricularia steenisii P. Taylor
219. Utricularia stellaris L. fil.
220. Utricularia steyermarkii P. Taylor
221. Utricularia striata Leconte
222. Utricularia striatula J. E. Sm.
223. Utricularia subramanyamii Janarth. & A. N. Henry
224. Utricularia subulata L.
225. Utricularia sunilii Naveen Kum. & K. M. P. Kumar
226. Utricularia tenella R. Br.
227. Utricularia tenuicaulis Miki
228. Utricularia tenuissima Tutin
229. Utricularia terrae-reginae P. Taylor
230. Utricularia tetraloba P. Taylor
231. Utricularia tortilis Welw. ex Oliv.
232. Utricularia trichophylla Spruce ex Oliv.
233. Utricularia tricolor A. St.-Hil.
234. Utricularia tridactyla P. Taylor
235. Utricularia tridentata Sylvén
236. Utricularia triflora P. Taylor
237. Utricularia triloba Benj.
238. Utricularia troupinii P. Taylor
239. Utricularia tubulata F. Muell.
240. Utricularia uliginosa Vahl
241. Utricularia uniflora R. Br.
242. Utricularia unifolia Ruiz & Pav.
243. Utricularia violacea R. Br.
244. Utricularia viscosa Spruce ex Oliv.
245. Utricularia vitellina Ridl.
246. Utricularia volubilis R. Br.
247. Utricularia vulgaris L.
248. Utricularia wannanii R. W. Jobson & Baleeiro
249. Utricularia warburgii Goebel
250. Utricularia warmingii Kamienski
251. Utricularia welwitschii Oliv.
252. Utricularia westonii P. Taylor
253. Utricularia wightiana P. Taylor
254. Utricularia × australis R. Br.
255. Utricularia × cornigera Studnicka
256. Utricularia × japonica Makino
257. Utricularia × neglecta Lehm.
258. Utricularia × ochroleuca Hartm.